# موسى جواد سبيتي
موسى جواد السبيتي (1324 - 1385هـ)/ (1906 - 1965م)، رجل دين شيعي، عالم مؤلف وشاعر وباحث وأديب، ولد في بلدة كفرا العاملية، درس في جبل عامل وفي النجف، أهتمّ بالتدريس والتأليف وله العديد من المؤلفات المطبوعة.

## نشأته وداسته
درس في بداياته على والده في كفرا، ثم سافر إلى النجف بحدود العام 1919 م، ومكث فيها حتى العام 1937، وأخذ العلم على عدد من أعلامها منهم:
- السيد أبو الحسن الأصفهاني
- الميرزا حسين النائيني

## عودته إلىجبل عامل
عاد إلى جبل عامل عام 1937 م، ومكث في كفرا، وعكف على التدريس والتأليف والمباحثة، وبقي كذلك حتى وافته المنية في العام 1965م.

## مؤلفاته
له عدد من المؤلفات في شتى الميادين منها:
- كيف تفهم الإسلام- بيروت : دار الطبعة العربية، 1956.
- المدينة الفاضلة عند العرب
- أخلاق آل محمد
- علي فوق الفلاسفة
- الأديان في الميزان
- تاريخ الأنبياء
- حياة جعفر الصادق
- المذاهب الأدبية في لغة العرب
- ديوان شعر مخطوط

## ما قيل فيه
- قال عنه في كتاب أعيان الشيعة:(كان عالما مؤلفا شاعرا باحثا أديبا، ... متحرا من القيود إلا ما يفرضه العقل أو الدين، جادا صبورا واعيا حريصا، زاهدا بالمناصب والألقاب والمسكن).
- قال عنه في معجم البابطبن:(شاعر وجداني، عبّر عن الحب والهوى، وعزف على ذكريات الصبا، وذكر الجمال، وترقّق قلوب الهاجرين بلغةٍ طيِّعة لا تخلو من مِسحةٍ رومانسيةٍ جميلة)

## أولاده وأحفاده
من أولاده:
- الشيخ محمد جواد بن الشيخ موسى سبيتي
- الشيخ عبد الحسن بن الشيخ موسى سبيتي

ومن أحفاده
- الشيخ موسى بن محمد جواد بن موسى سبيتي
- الشيخ يوسف بن عبد الحسن بن موسى سبيتي
- الشيخ عبد الهادي بن عبد الحسن بن موسى سبيتي
- الشيخ علي بن عبد الحسن بن موسى سبيتي

## وفاته
توفي في العام 1965 في بلدته كفرا ودفن فيها.